# Julia Voss
Julia Voss (Francoforte sul Meno, 1974) è una giornalista e storica della scienza tedesca.
Julia Voss ha studiato letteratura tedesca, storia dell'arte e Filosofia alla Università di Friburgo in Brisgovia, alla Humboldt-Universität di Berlino e al Goldsmiths College a Londra. Nel 2000 ha scritto la sua tesi di laurea su Literarische Formen der Darwinismus-Debatte.
Dal 2001 al 2004 ha lavorato alla tesi di Dottorato in Storia dell'arte su One long Argument. Die Darwinismus-Debatte im Bild nell'ambito di un progetto di ricerca del Max-Planck-Institut für Wissenschaftsgeschichte. In essa ha studiato il ruolo delle immagini usate da Charles Darwin nella genesi della teoria dell'evoluzione. Alla fine del 2005 ha ricevuto il titolo di dottore di ricerca della Humboldt-Universität.

## Opere
- Darwins Bilder. Ansichten der Evolutionstheorie 1837-1874. Fischer, Frankfurt am Main 2007. ISBN 3-596-17627-1
- Charles Darwin zur Einführung. Junius Verlag, Hamburg 2008. ISBN 978-3-88506-654-5
- Darwins Jim Knopf. Fischer, Frankfurt am Main 2009. ISBN 978-3-10-095805-1